# Кирим Ґерай (калга)
Кирим (Керім) Ґерай (Гірей ; крым. Qırım Geray, قريم كراى ;‎ загинув у червні 1651) — кримський нуреддін (1640-1641) і калга (1644-1651), син кримського хана Селямета I Ґерая, брат ханів Мехмеда IV Ґерая та Ісляма III Ґерая.

## Біографія
В 1640 після смерті свого брата і нуреддіна Сафи Ґерая кримський хан Бахадир I Ґерай (1637-1641) призначив новим нуреддіном іншого брата Кирима Ґерая.
У жовтні 1641 року старший брат Кирима Ґерая хан Бахадир I Ґерай помер. Османський султан Ібрагім I (1640-1648) викликав з посилання на Родос колишнього хана Мехмеда IV Ґерая і вдруге затвердив за ним ханський престол. Калга Іслам Ґерай і нуреддін Кирим Ґерай, які перебували у ворожих відносинах зі своїм молодшим братом Мехмедом IV Ґераєм, втратили свої посади і змушені були виїхати до Туреччини.
У липні 1644 року Ібрагім I усунув від влади Мехмеда IV Ґерая і призначив новим кримським ханом його старшого брата Іслама III Ґерая (1644—1654). Іслам III, зайнявши ханський престол у Бахчисараї, призначив калгою свого молодшого брата Кирима Ґерая, а нуреддіном — племінника Гази Ґерая, сина Мубарека Ґерая.
Восени 1648 року за дорученням свого старшого брата, хана Ісляма III Ґерая, калга-султан Кирим Ґерай очолив великий похід на Україну, допомагаючи запорізькому гетьманові Богдану Хмельницькому у повстанні проти Речі Посполитої. 15 вересня 1648 року армія Богдана Хмельницького з'єдналася під Старокостянтиновим з великим кримськотатарським військом під керівництвом калга-султана Кирима Ґерая та перекопського мурзи Тугай-бея. Хмельницький з об'єднаною українсько-татарською армією виступив із Старокостянтинова у наступ на Галичину (Руське та Белзьке воєводства). Наприкінці вересня козацько-татарські війська підступили до Львова та взяли в облогу це місто. Облога Львова тривала з 26 вересня до 16 жовтня 1648 року. Козацькі та кримські загони розорили та випалили міські передмістя та околиці. Львівські мешканці були змушені відправити посольство до Богдана Хмельницького та розпочати мирні переговори. Хмельницький взяв величезний грошовий викуп із львівських міщан та припинив облогу міста. 13 жовтня 1648 року калга-султан Кирим Ґерай із кримськотатарським військом вирушив з-під Львова на Кам'янець-Подільський, залишивши на допомогу Богдану Хмельницькому мурзу Тугай-бея з перекопським загоном.
У серпні 1650 року за розпорядженням Ісляма III Ґерая калга Кирим Ґерай на чолі війська (20-30 тисяч осіб) брав участь у успішному поході українського гетьмана Богдана Хмельницького проти молдавського господаря Василя Лупу (1634—1653). Козаки та кримські татари спустошили та розорили молдавські володіння. Яси, столиця Молдови, була взята штурмом і розграбована. Василь Лупу втік зі столиці до фортеці Сучаву. Козацько-кримські війська розорили Яси і відступили до Дністра . Василь Лупу із Сучави відправив до Богдана Хмельницького та калги Кирима Ґерая своє посольство з великими дарами, просячи їх припинити військові дії та укласти мир.
У вересні 1650 року в Ямполі було укладено мирний договір, за умовами якого Василь Лупу був змушений зректися військового союзу з Польщею та вступити до союзних відносин з українським гетьманом Богданом Хмельницьким. Василь Лупу виплатив Киримові Ґераєві величезну грошову контрибуцію у розмірі шестисот тисяч талерів.
Влітку 1651 року калга Кирим Ґерай брав участь у новому поході хана Ісляма III Ґерая проти Речі Посполитої. Іслям III на чолі величезного війська виступив на допомогу Хмельницькому. Богдан Хмельницький та Іслям III Ґерай об'єднали свої війська на Волині та виступили проти польсько-шляхетської армії під командуванням Яна II Казимира Вази. Наприкінці червня 1651 року у боях під Берестечком калга-султан Кирим Ґерай загинув.
Кирим Ґерай залишив після себе трьох синів: Хаджі II Ґерай (1644-1689), кримський хан (1683–1684), Саадет III Ґерай (1645-1695), нуреддін (1678-1689), кримський хан (1691), Джихан Ґерай — калга (1691), Мубарек Ґерай, батько історика Мухаммеда Ґерая.